# Mills Extreme Vehicles

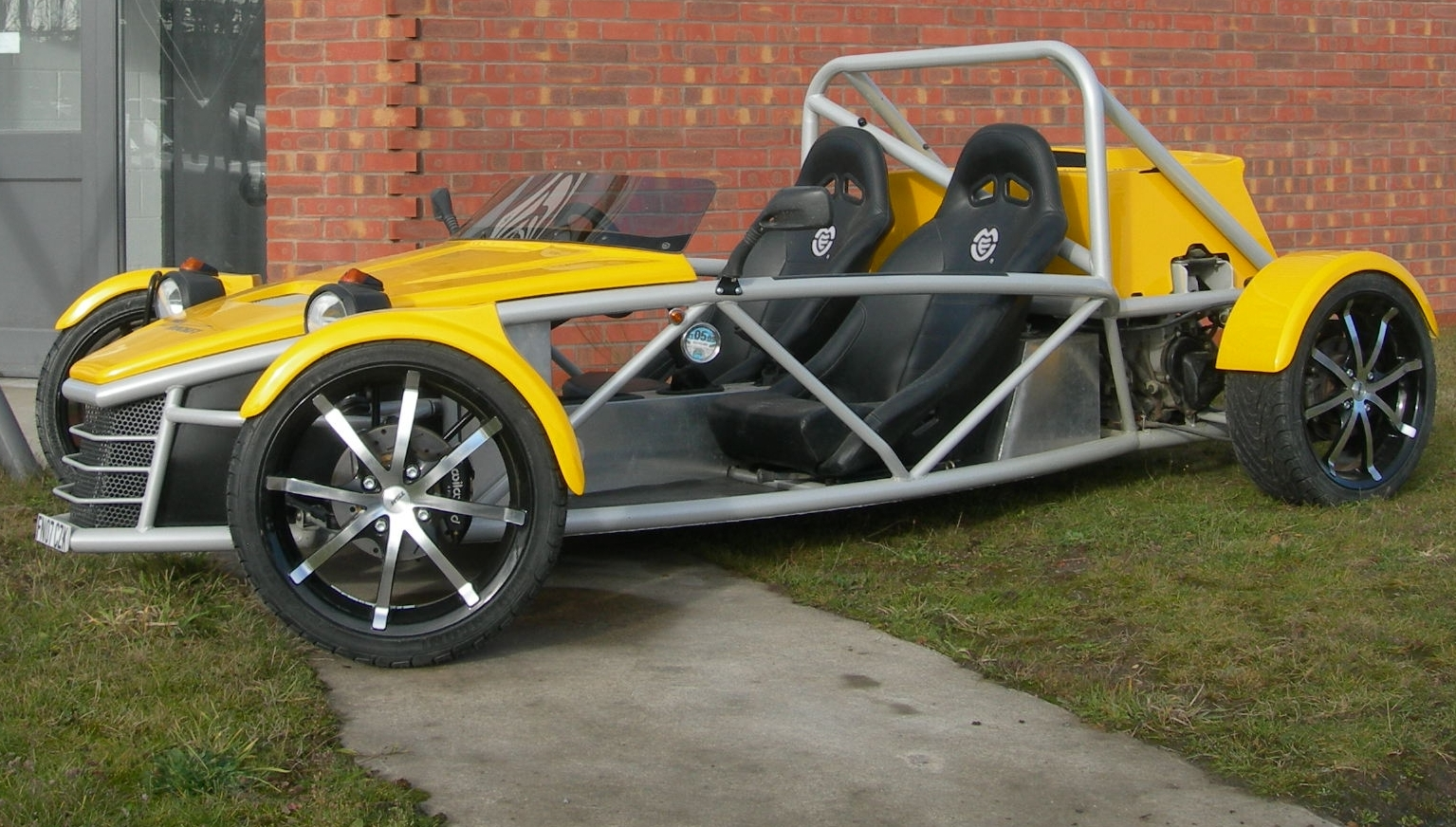
Ein typisches Fahrzeug ist dieser MEV Rocket.

Mills Extreme Vehicles Limited ist ein britischer Hersteller von Automobilen.

## Unternehmensgeschichte
Das Unternehmen wurde am 8. Oktober 2003 in Derby in der Grafschaft Derbyshire gegründet. Zwei Tage später wurden Stuart Mills und Julie Wilson Direktoren. Am 16. Oktober 2003 zog das Unternehmen nach Nottingham in Nottinghamshire. Sie begannen 2006 mit der Produktion von Automobilen und Kits. Der Markenname lautet MEV. Das Unternehmen selbst gibt an, seinen Sitz in Mansfield in Nottinghamshire zu haben.
Insgesamt entstanden bisher mehrere hundert Exemplare.

## Fahrzeuge
Der 4x4 von 2006 bis 2007 war ein Geländewagen auf Basis des Range Rover, von dem etwa zwei Fahrzeuge entstanden.
Der R 2 erschien 2006. Dies war ein Roadster. Die Front ähnelte dem Lotus Seven. Die beiden Sitze waren leicht versetzt nebeneinander angeordnet. Dieses Modell fand bis 2007 etwa zwei Käufer.
Auf die gleiche Zahl brachte es zwischen 2007 und 2008 der R 3. Dieser Roadster hatte drei Sitze nebeneinander. Der Fahrer saß in der Mitte. Viele Teile kamen vom Ford Mondeo. Empfohlen wurde der V6-Motor von Ford.
Der Trek von 2007 als Nachfolger des 4x4 blieb ein Einzelstück.
Der 2007 vorgestellte Rocket war ein offener Zweisitzer mit minimaler Karosserie. Ein Motor vom Ford Focus trieb das Fahrzeug an. Road Track Race setzt die Produktion seit 2009 fort, wobei deren Markenname nicht überliefert ist. Bisher entstanden etwa 300 Fahrzeuge.
Der Atomic war ein Fahrzeug im gleichen Stil. Ein Motorradmotor von der Yamaha R 1 trieb die Fahrzeuge an. Mills Extreme Vehicles produzierte dieses Modell von 2008 bis 2009, seitdem Road Trace Race. Dieses Modell fand bisher etwa 100 Käufer.
2008 erschien der Missile. Dies war ebenfalls ein offener Zweisitzer mit Ähnlichkeit zum Lotus Seven. Ein Spaceframe-Rahmen bildete die Basis. Viele Teile kamen vom Ford Focus. Bis 2010 entstanden etwa 30 Fahrzeuge.
Der seit 2008 angebotene Sonic ist ähnlich in Bezug auf Karosserie und Motor und fand bisher etwa 35 Käufer.
Der 2008 präsentierte TR 1 KE (Eigenschreibweise tR1ke) war ein Dreirad mit hinterem Einzelrad. Die Basis bildete ein Spaceframe-Rahmen im vorderen Bereich. Ein Motor von der Yamaha R 1 trieb die Fahrzeuge an. Road Track Race setzt die Produktion seit 2009 fort. Bisher entstanden etwa 100 Fahrzeuge.
Der seit 2009 angebotene E-Trike ist ein kleines Dreirad mit hinterem Einzelrad. Die offene Karosserie bietet Platz für eine Person. Ein Elektromotor treibt das Fahrzeug an. Im Heimatland dürfen bereits Sechzehnjährige damit fahren. Mills Extreme Vehicles liefert das Modell sowohl als Bausatz als auch lediglich Baupläne. Bisher entstanden etwa 25 Fahrzeuge.
Der E-Kart wurde im gleichen Jahr vorgestellt. Dies ist ein vierrädriges Quad, das bisher etwa 20 Käufer fand.
Der Eco-Exo wurde 2010 auf der Stoneleigh Kit Car Show vorgestellt. Es war ein kleines Dreirad mit hinterem Einzelrad. Ein Motor von der Suzuki Burgman mit 125 cm³ bis 650 cm³ Hubraum trieb das Fahrzeug an. Bereits im gleichen Jahr übernahm Eco-Exo unter Leitung von Stuart und Scott Turner das Projekt und versuchte die Markteinführung.
Im Juni 2010 wurde der Exocet präsentiert. Dieser offene Zweisitzer basiert auf dem Mazda MX-5. 2011 kam eine leichtere Variante dazu. Bisher entstanden etwa 150 Fahrzeuge.
Das Unternehmen selbst gibt darüber hinaus noch an, eine Nachbildung des Rennsportwagens Aston Martin DBR 1 namens Replicar herzustellen.

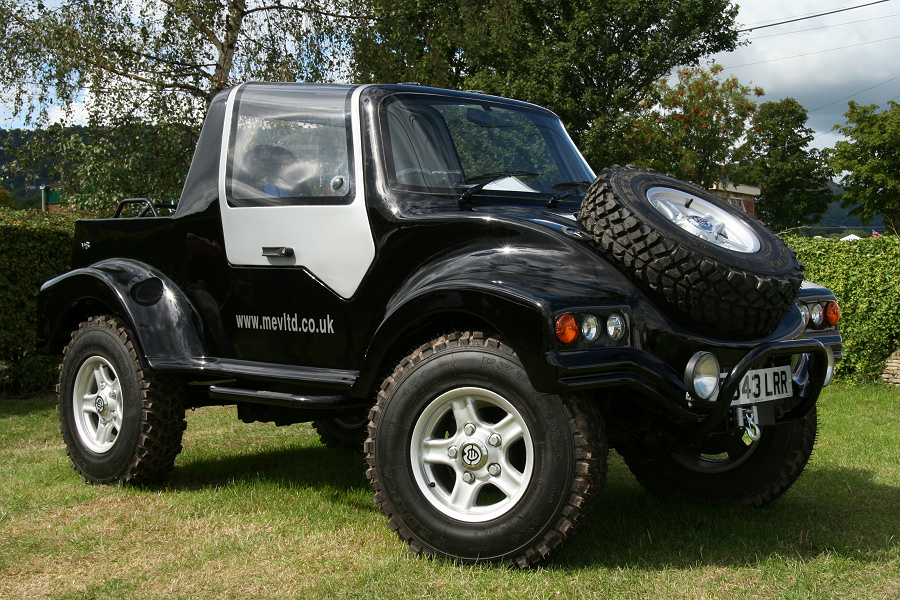
MEV 4x4 oder MEV Trek
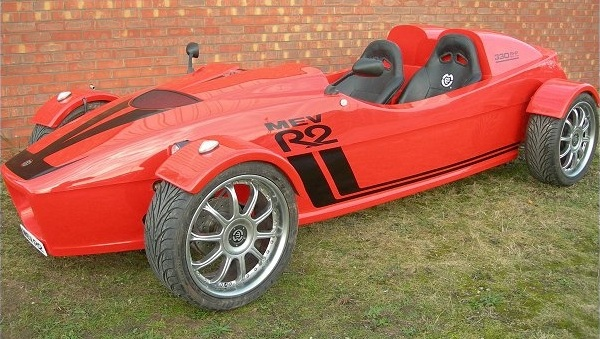
MEV R 2
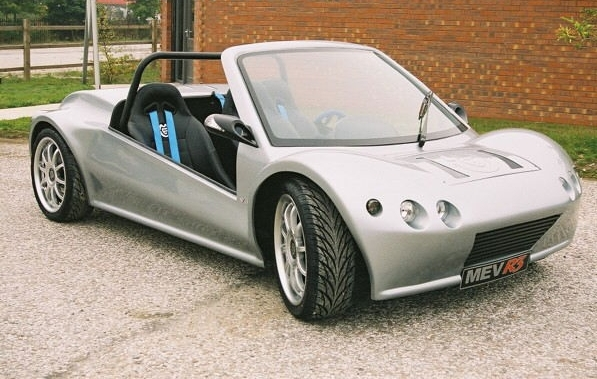
MEV R 3
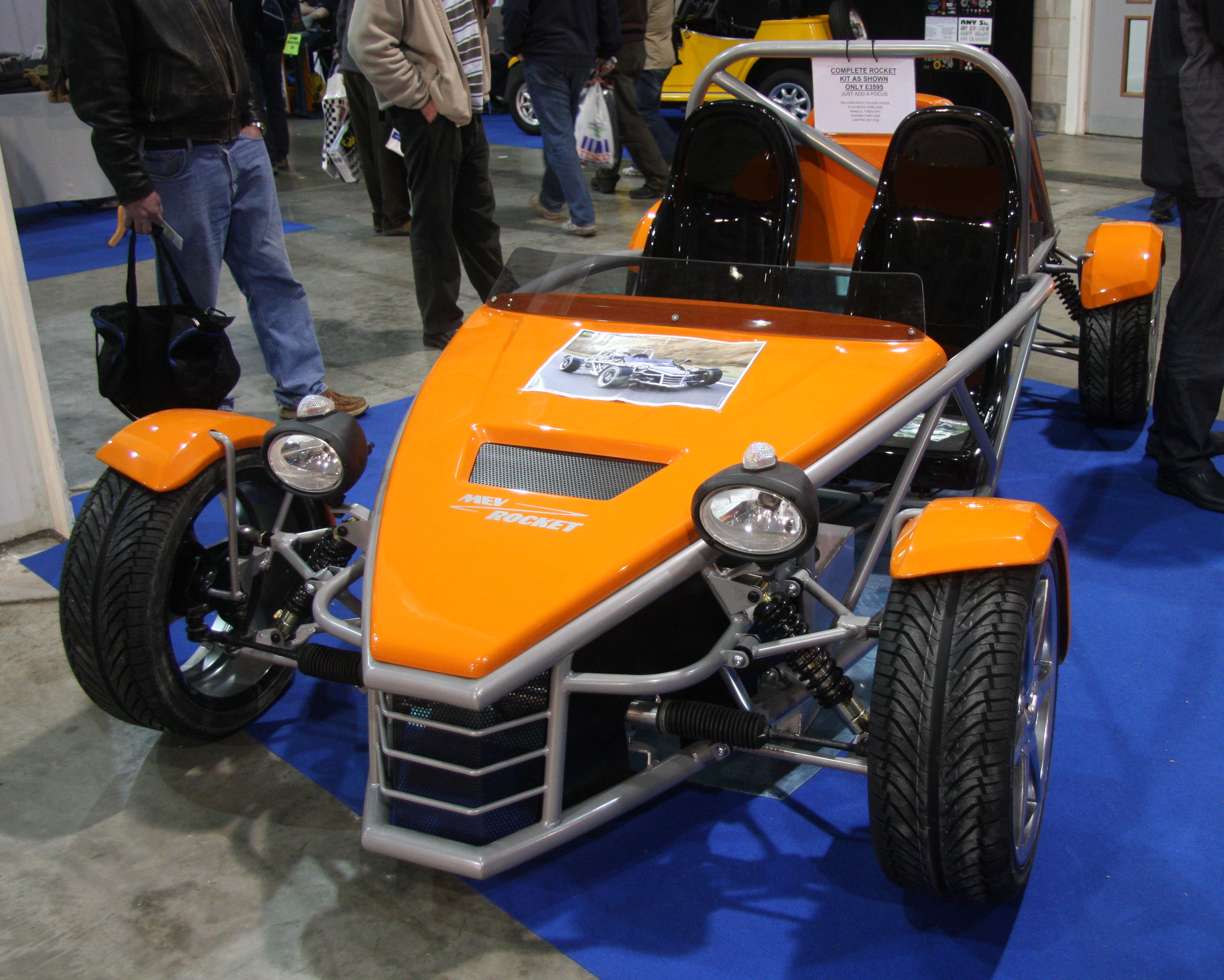
MEV Rocket
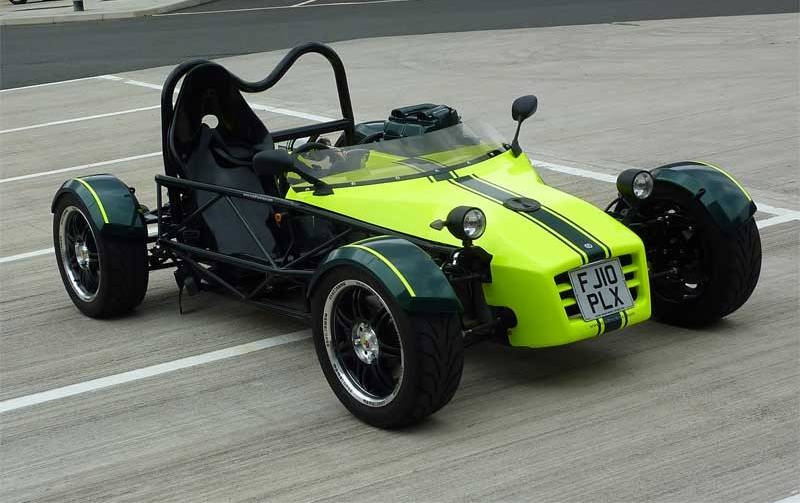
MEV Atomic
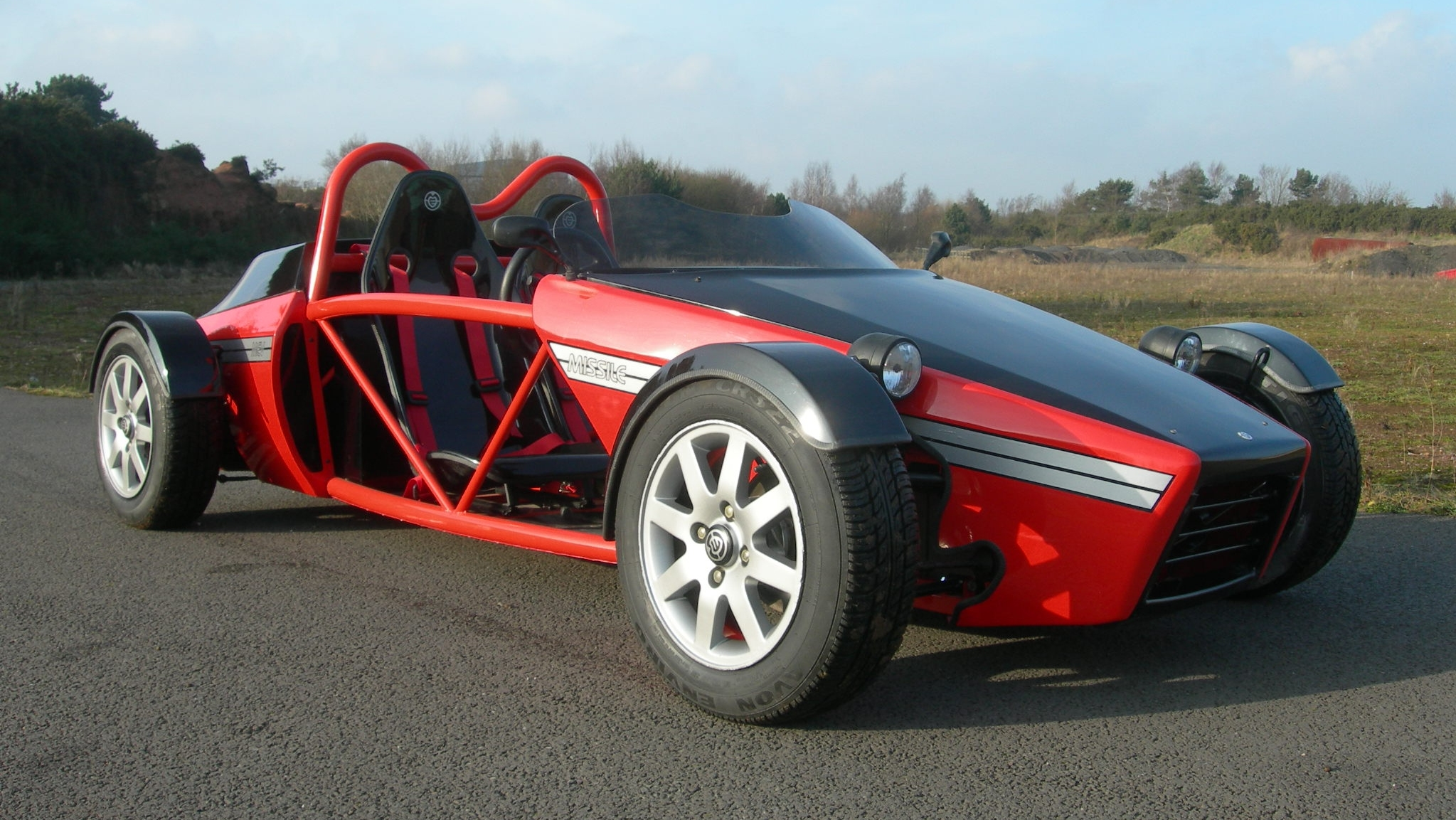
MEV Missile
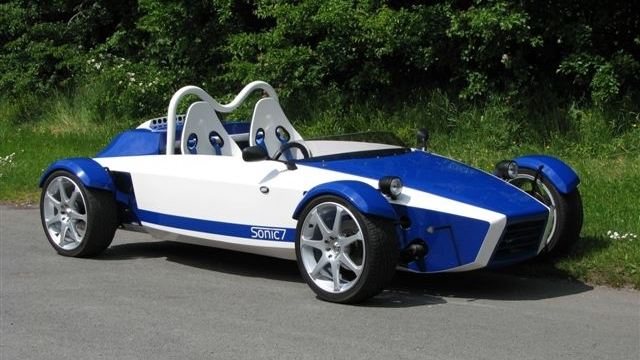
MEV Sonic
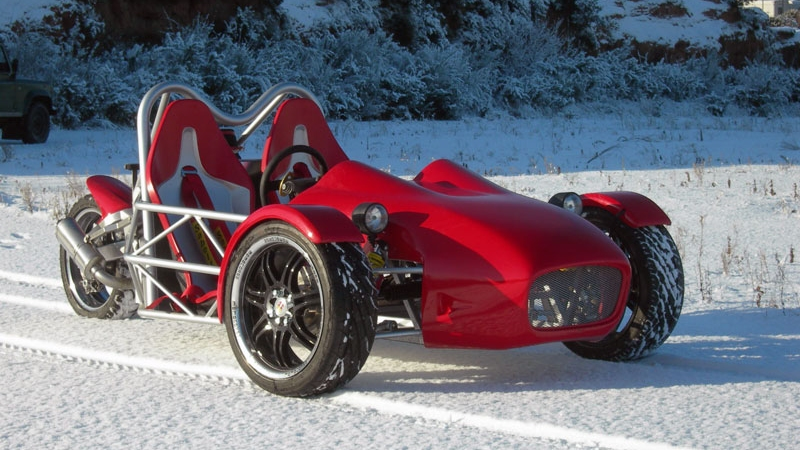
MEV TR 1 KE
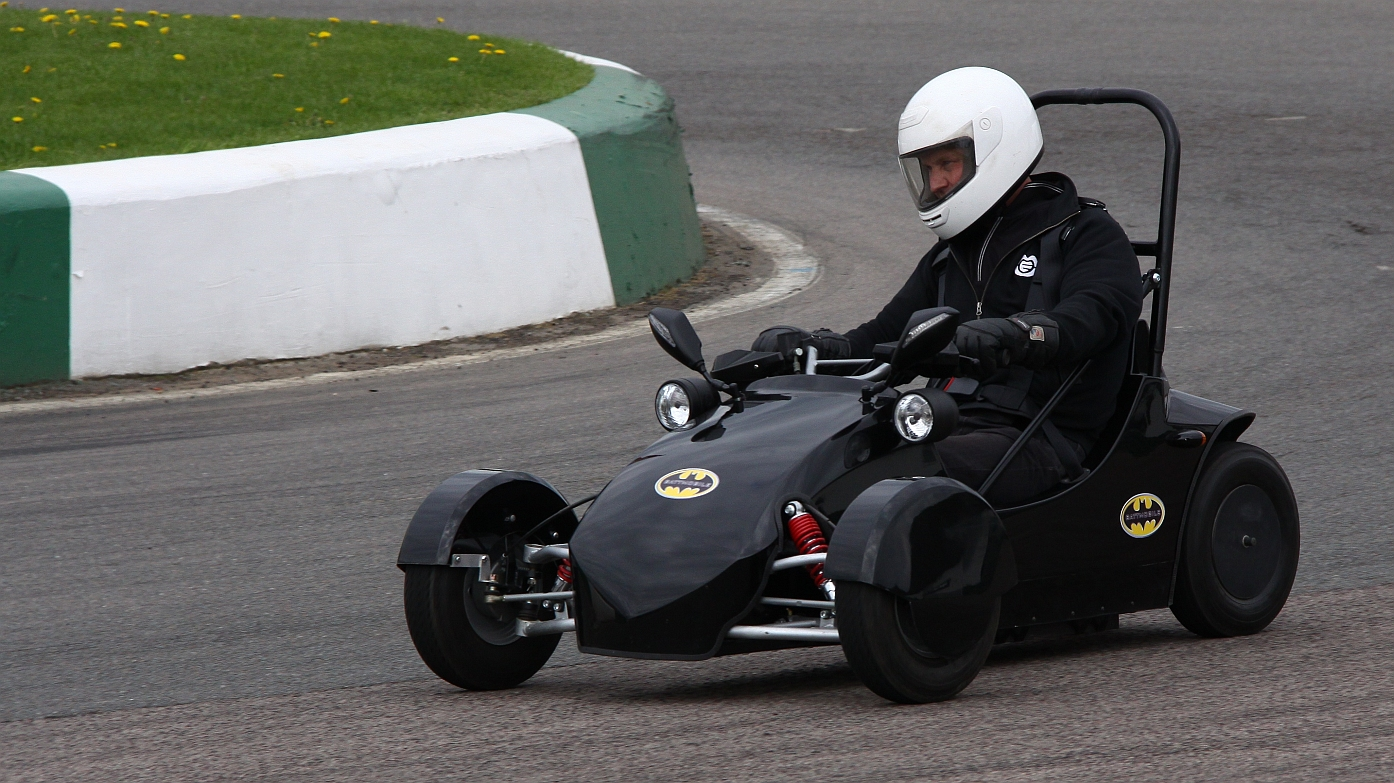
MEV E-Trike
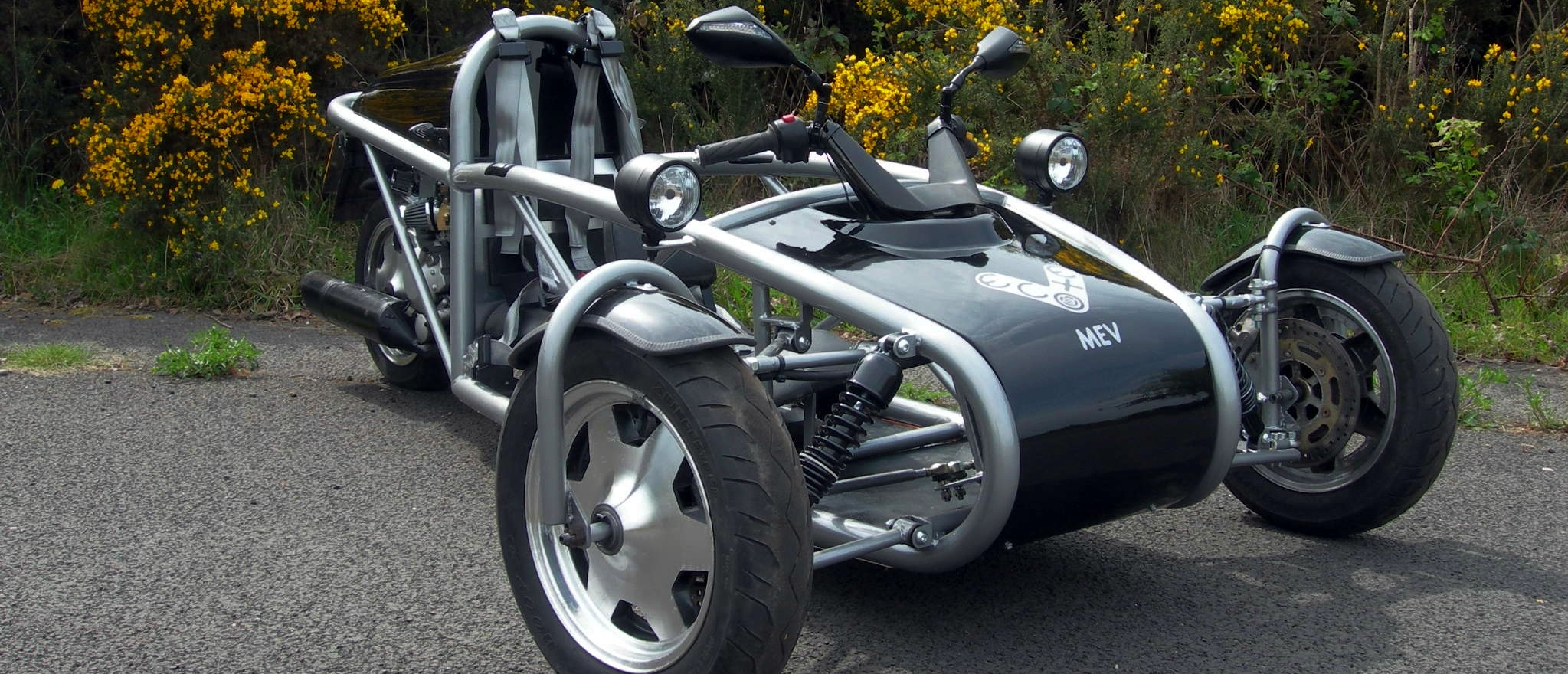
MEV Eco-Exo
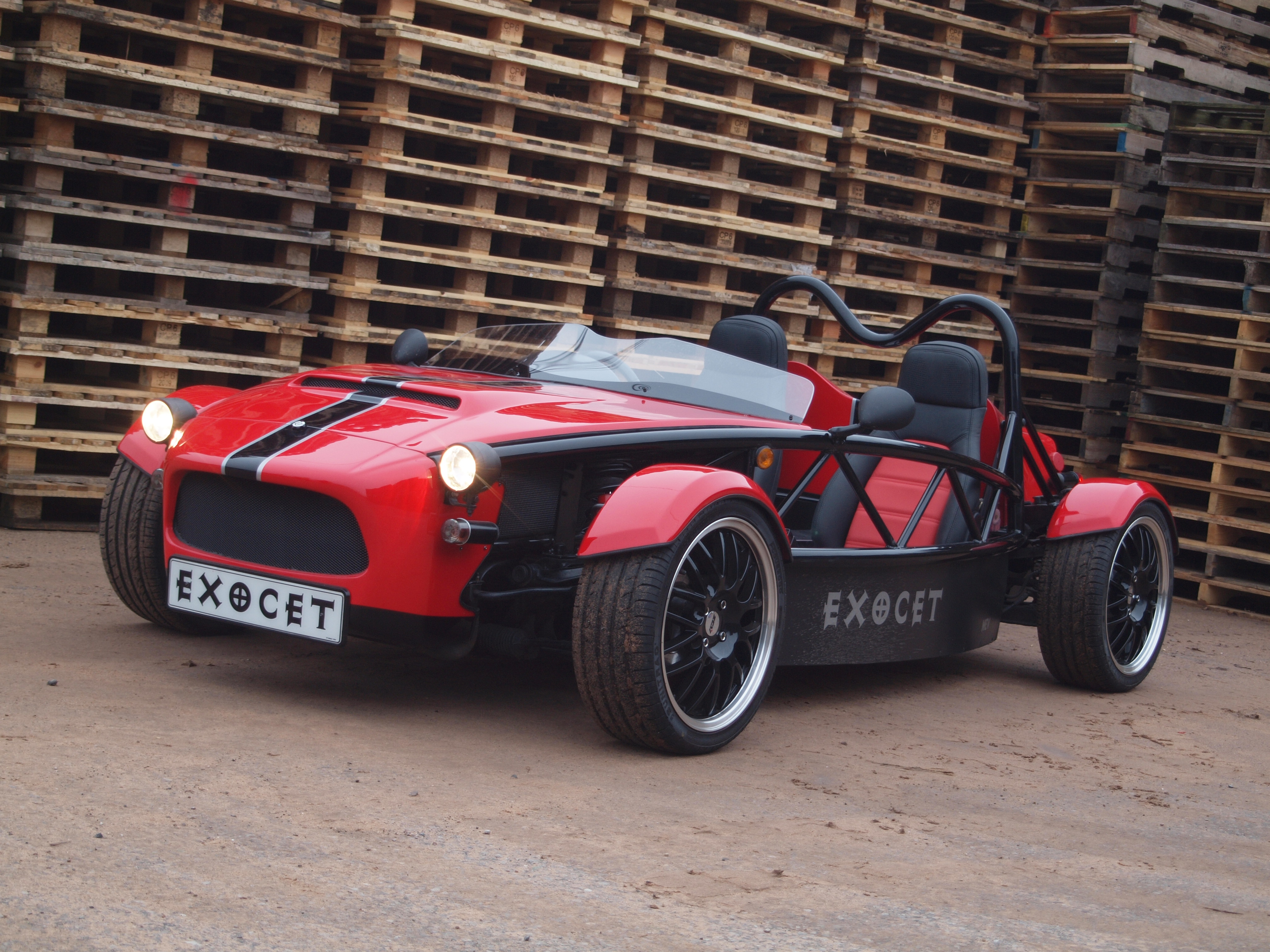
MEV Exocet